# Eustomias simplex
Eustomias simplex es una especie de pez de la familia Stomiidae en el orden de los Stomiiformes.

## Morfología
• Los machos pueden llegar alcanzar los 22,4 cm de longitud total.

## Hábitat
Es un pez de mar y de aguas  tropicales (37°N-34°S).

## Distribución geográfica
Se encuentra desde el Marruecos hasta el Sahara Occidental, al  Atlántico occidental (desde los Estados Unidos hasta Cuba, y, también , frente a las costas del Brasil), en el Índico y en el Pacífico.